# NGC 6754
NGC 6754 is een balkspiraalstelsel in het sterrenbeeld Telescoop. Het hemelobject werd op 8 juli 1834 ontdekt door de Britse astronoom John Herschel.

## Synoniemen
- ESO 231-25
- AM 1907-504
- IRAS 19075-5043
- PGC 62871